# Advan Kadušić
Advan Kadušić (Zenica, 14 de octubre de 1997) es un futbolista bosnio que juega en la demarcación de defensa para el N. K. Istra 1961 de la Primera Liga de Croacia.

## Selección nacional
Tras jugar con la selección de fútbol sub-17 de Bosnia y Herzegovina, la sub-19 y con la sub-21, finalmente debutó con la selección absoluta el 11 de octubre de 2020. Lo hizo en un partido de la Liga de Naciones de la UEFA contra Países Bajos que finalizó con un resultado de empate a cero.

## Clubes
| Club                     | País                 | Año       | Partidos | Goles |
| ------------------------ | -------------------- | --------- | -------- | ----- |
| F. K. Sarajevo           | Bosnia y Herzegovina | 2015-2017 | 50       | 2     |
| H. Š. K. Zrinjski Mostar | Bosnia y Herzegovina | 2018-2020 | 62       | 0     |
| N. K. Celje              | Eslovenia            | 2020-2022 | 61       | 2     |
| N. K. Istra 1961         | Croacia              | 2022-     | 94       | 2     |

## Palmarés

### Campeonatos nacionales
| Título                               | Club                     | País                 | Año  |
| ------------------------------------ | ------------------------ | -------------------- | ---- |
| Liga Premier de Bosnia y Herzegovina | H. Š. K. Zrinjski Mostar | Bosnia y Herzegovina | 2018 |
| Primera Liga de Eslovenia            | N. K. Celje              | Eslovenia            | 2020 |